# Agarak (ort i Armenien, Aragatsotn)
Agarak (armeniska: Ագարակ) är en ort i Armenien.   Den ligger i provinsen Aragatsotn, i den västra delen av landet, 40 kilometer väster om huvudstaden Jerevan. Agarak ligger 1 440 meter över havet och antalet invånare är 1 575.
Terrängen runt Agarak är varierad, och sluttar söderut. Närmaste större samhälle är Armavir, 19,6 kilometer söder om Agarak. 
Trakten runt Agarak består i huvudsak av gräsmarker. Runt Agarak är det ganska tätbefolkat, med 179 invånare per kvadratkilometer.